# 삼략
《삼략》(三略)은 중국의 병법서이다. 무경칠서 중의 하나이다. 《황석공기》(黄石公記), 《황석공삼략》(黄石公三略)이라고 칭해진다.
〈상략〉(上略), 〈중략〉(中略), 〈하략〉(下略)의 3개의 편목으로 구성되어 그 때문에 삼략이라고 한다. 강태공이 지었다고 하고, 황석공이 지었다고 한다. 그러나, 은나라와 주나라 시대의 전투양상은 전차전인데 책 본문에 아직 존재하지 않는 기마전의 언급과 그 시대에 사용되지 않는 장군이라는 말도 사용되었기 때문에, 후대의 인물이 태공망, 황석공이라는 이름으로 쓴 위서라는 의심도 받는다.

## 같이 보기
- 강상